# Енхондром
Енхондром је хрскавичава циста која се ствара у коштаној сржи. Типично, енхондром се дијагностикује помоћу рендгенског снимка, али како има карактеристичан изглед на МРТ снимку, дијагностиковање се може извршити и на тај начин.

## Појављивање
Енхондром је врста бенигног тумора костију који настаје од хрскавичавог ткива. Тачна етиологија још увек није позната. Енхондром најчешће афектује хрскавицу која се налази у унутрашњости костију, и јавља се на метакарпалним костима шака и метатарсалним костима стопала. Нетипично, може се јавити и на другим костима (femur, humerus, или tibia). Иако се може појавити у било ком добу, најчешћи је у узрасту од десете до двадесете године. Са једнаком учесталошћу се дијагностикује и код мушкараца и код жена.

## Узрок
Иако тачан разлог појаве енходрома није познат, верује се да настаје или као претерани раст хрскавице која се налази на крајевима костију, или као незаустављив раст оригиналне, ембрионске хрскавице.

## Симптоми
Особе које имају енхондром најчешће немају никакве видљиве симптоме. Понекад се могу препознати следеће појаве:
- Бол у руци који се може јавити уколико је тумор веома велики, или је афектована кост ослабила превише и тиме постала узрок фрактуре.
- Увећање афектованог прста.
- Спори раст кости у афектованој области.

Симптоми енхондрома могу подсећати на нека друга медицинска стања или проблеме. Увек консултујте свог лекара за тачну дијагнозу.